# ساکسوفون ملودی
ساکسوفون ملودی (انگلیسی: melody saxophone) سازی از خانوادهٔ ساکسوفون‌ها که بزرگتر از آلتو و کوچکتر از تنور است. این ساز بر خلاف دیگر سازهای این خانواده غیر انتقالی است و یک اکتاو بم تر از نت نوشته شده صدا می‌دهد.